# Алетсхаузен
Алетсхаузен (нем. Aletshausen) — община в Германии, в земле Бавария.
Подчиняется административному округу Швабия. Входит в состав района Гюнцбург. Подчиняется управлению Крумбах.  Население составляет 1085 человек (на 31 декабря 2010 года). Занимает площадь 17,66 км².